# Perugia Calcio
Perugia Calcio är en fotbollsklubb i Perugia i mellersta Italien. 
Perugia är en klubb som har haft stora ekonomiska problem de senaste åren och 2005, när klubben ombildades från A.C. Perugia, fick man det nya namnet Perugia Calcio. 2010 gick klubben i konkurs igen och när klubben ombildades på nytt blev det till att börja om från noll i Serie D. Säsongen 2013/14 spelade klubben i Lega Pro Prima Divisione. Säsongen 2016/17 spelade man i Serie B. 2020/21 spelade man i Serie C grupp B.
Perugia har som bäst kommit tvåa i Serie A 1978/79 och var en av tre vinnande klubbar i Intertotocupen 2003. 

## Kända spelare
Se också Kategori:Spelare i Perugia Calcio
- Ahn Jung-hwan
- Gennaro Gattuso
- Cristiano Lucarelli
- Marco Materazzi
- Fabrizio Miccoli
- Hidetoshi Nakata
- Fabrizio Ravanelli
- Paolo Rossi